# Fernando Gomes Naves
Fernando Gomes Naves (Araguari, 26 de março de 1950 — Goiânia, 26 de março de 2009) é policial militar e político brasileiro. Integrou a Câmara Legislativa do Distrito Federal em sua primeira legislatura, de 1991 a 1995.
Policial militar, Naves atuou como presidente do Clube de Subtenentes da Polícia Militar do Distrito Federal. Filiado inicialmente ao Partido Democrata Cristão (PDC), elegeu-se para o legislativo distrital na eleição de 1990 com 5.490 votos. Concorreu à reeleição no pleito seguinte, mas obteve a suplência.
Mais tarde, Naves desenvolveu atividades empresariais e trabalhou como conselheiro do Banco de Brasília. Faleceu em 2009, vítima de um atropelamento.